# Le Cheslé
Le Cheslé ou Tcheslé de Bérisménil, situé dans la commune belge de La Roche-en-Ardenne en province de Luxembourg, est une fortification de hauteur celte datant du début de l'âge du Fer.

## Situation
Culminant sur un promontoire rocheux à 80 mètres au-dessus de l'Ourthe, la fortification s'étend sur un plateau long de 725 m et large de 290 m et d'une superficie de 13 hectares. Elle est entourée d'un double rempart constitué de terre, de schiste et de bois qui s’étire sur plus de 1.750 mètres et qui fut remarquablement amélioré tout au long de l’occupation celtique. Entre le VIIIe et le VIe siècle av. J.-C., elle ne connait sans doute pas d'occupation à long terme mais sert de refuge aux habitants des villages voisins.
À l'origine l'accès au promontoire se faisait du côté nord via un éperon rocheux. Plus tard fut aménagé un sentier plus large et plus aisé un peu plus à l'ouest de l'éperon. Le site est protégé à l'est, au sud et à l'ouest par les pentes abruptes de la profonde vallée de l'Ourthe qui y forme une boucle prononcée.

## Fouilles et reconstitutions
Depuis 1960, le site fait l'objet de fouilles et de reconstitutions des remparts. Une reconstitution de l'ouvrage a été réalisée par le Service national des fouilles en 1980 et elle donne une idée de l’ingéniosité de cette peuplade et démontre l’effet dissuasif de la forteresse vis-à-vis d’un éventuel envahisseur.
Les fouilles entreprises par l’Université libre de Bruxelles ont étudié la structure du mur de barrage dressé sur l’étranglement de la boucle au nord du site, la partie la plus sensible de la fortification, opposant une muraille de quelque 6 mètres de haut à toute attaque venant du haut plateau. 
Le site est inscrit au Patrimoine majeur de Wallonie sous le nom de Site archéologique du Cheslé et du Val de l’Ourthe entre Maboge et Nisramont.

## Comment s'y rendre
Le Cheslé est uniquement accessible à pied et plusieurs sentiers balisés touchent le site. La découverte du site peut se faire en une demi-journée au départ du village de Bérisménil,.

## Légendes
Selon la tradition populaire locale, ce site difficilement accessible était le repaire de tous les elfes.
La Légende de la Gatte d’or rapporte que dans un puits situé au centre du Cheslé gît un fabuleux trésor qui revient à la surface chaque année le jour de Noël au moment où les cloches sonnent les douze coups de la messe de minuit. Qui veut s’en emparer doit jeter une poule noire dans le gouffre et se saisir du coffre sans prononcer la moindre parole. Trois paysans qui ont tenté l’expérience mais exprimé trop bruyamment leur réussite ont disparu à jamais.

## Illustrations

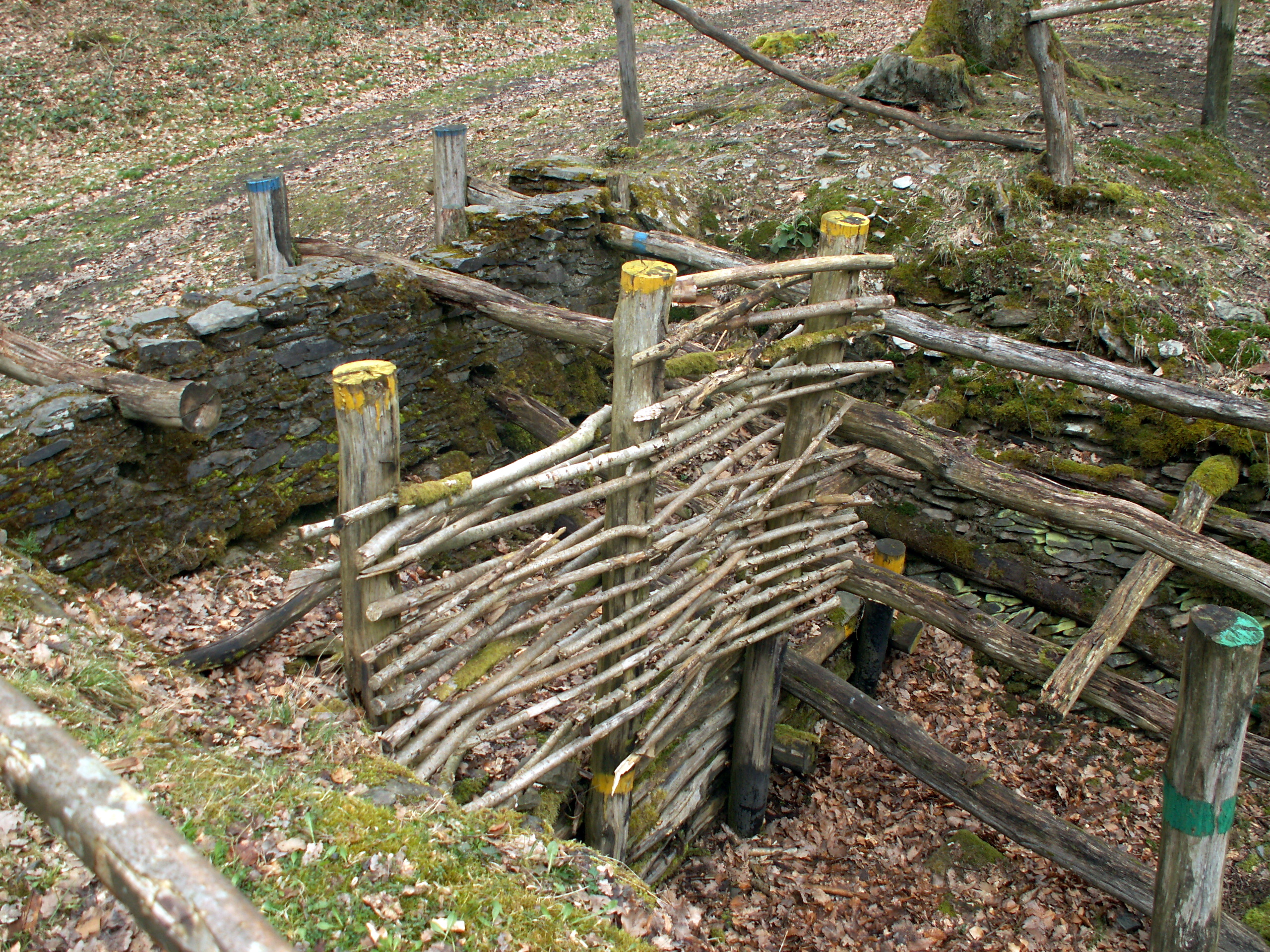
Reconstitution du mur de défense, détail.
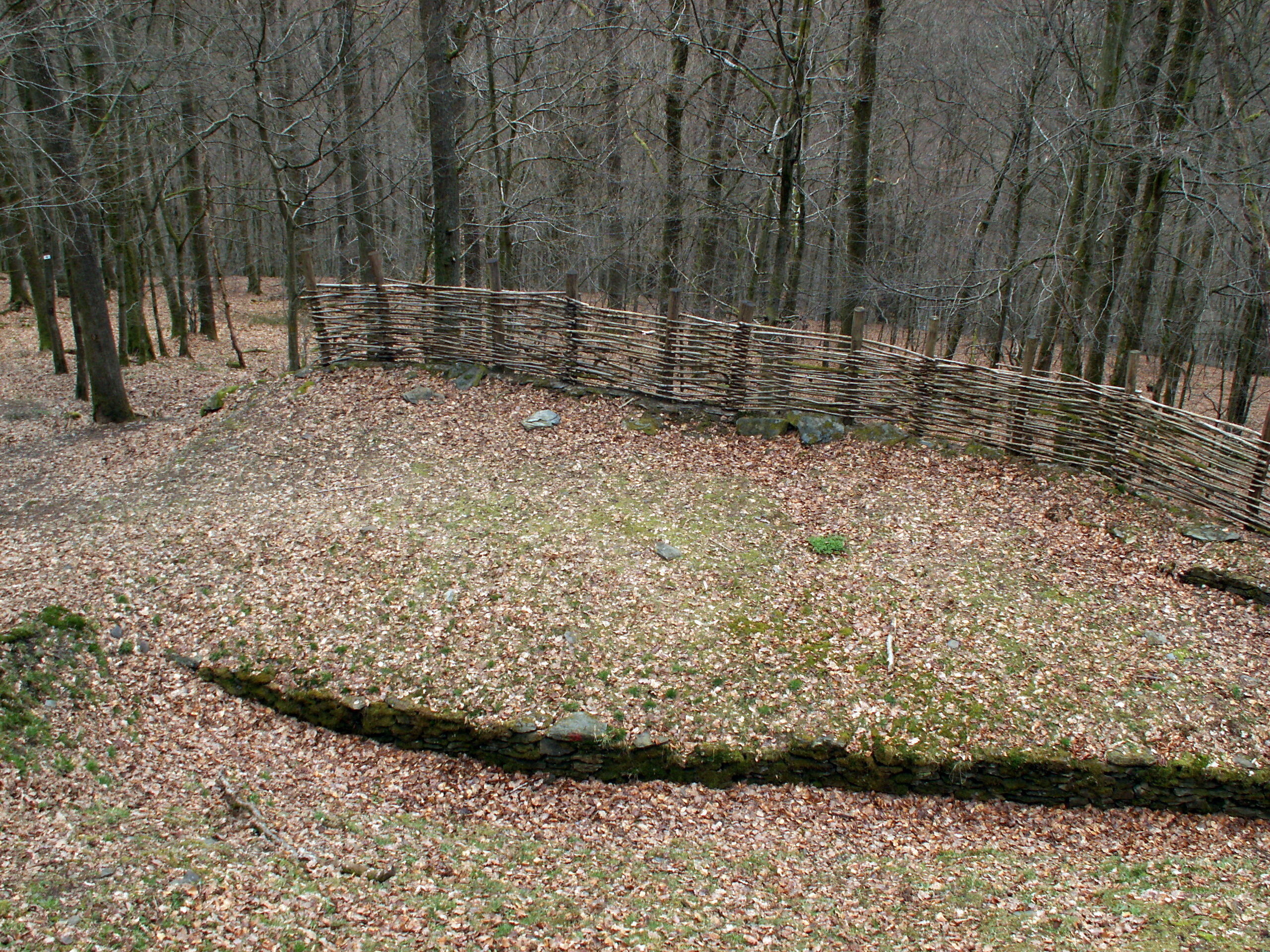
Seconde enceinte.